# Hippotion elegans
Hippotion elegans är en fjärilsart som beskrevs av Butler 1875. Hippotion elegans ingår i släktet Hippotion och familjen svärmare. Inga underarter finns listade i Catalogue of Life.